# Candle (雑誌)
『Candle』（キャンドル）は、1985年から1989年にかけて秋田書店が発行していた少女漫画雑誌
。

## 概要
1985年10月に創刊。同社の少女漫画雑誌『ボニータ』の増刊として隔月刊行された年6回刊誌。
創刊された1980年代当時は、比較的年齢層の高い少女向けの月刊漫画雑誌が多数登場した時代でもあった。掲載作品は短編や短期集中連載が中心となっていた。
1989年のVOL.16をもって休刊。最終号時点での連載作品は、『ダークサイド・ブルース』（厳密にはVol.13から休載）や『断章』等が未完となった一方で、『夢の夢』は本誌『ボニータ』で再開して1992年に完結した。
単行本については、本誌同様に「ボニータコミックス」にて刊行されている。

## 掲載作品一覧
- 籠の鳥（市東亮子）
- シンデレラのその後（わたなべひろみ）
- ダークサイド・ブルース（原作：菊地秀行、作画：あしべゆうほ）
- 断章（長岡良子）
- 花明り（長岡良子）
- 晴れた朝には永遠がみえる（東宮千子）
- ペパーミントの夜（篠有紀子）
- 法王庁の陰謀（森川久美）
- 忘却の川のほとりで（あしべゆうほ）
- やすみのない夏休み（寺口えみ）
- 夢の夢（市東亮子）